# Ambulyx charlesi
Ambulyx charlesi är en fjärilsart som beskrevs av Clark 1924. Ambulyx charlesi ingår i släktet Ambulyx och familjen svärmare. Inga underarter finns listade i Catalogue of Life.